# Caribbean Tourism Organization
De Caribbean Tourism Organization (Caribische Toerismeorganisatie; CTO) is een organisatie ter bevordering van toerisme in de Caribische regio. Het werd opgericht in 1989 met het doel om de Cariben als een enkele toeristische bestemming te promoten. Er zijn meer dan dertig landen lid van de organisatie. Het hoofdkwartier bevindt zich in Bridgetown in Saint Michael op Barbados.
Suriname is sinds 1951 lid van de CTDA (Castara Tourism Development Association) en werd dat vervolgens van de CTO. Suriname werd in 2012 geroyeerd omdat de contributiebetaling een achterstand had opgelopen van acht jaar.